# デイヴィッド・ウィリアム・リー
デイヴィッド・ウィリアム・リー（David William Leigh、1956年12月22日 - ）は、イングランドの競泳選手。イギリス代表としてオリンピック、世界水泳、欧州水泳に出場。またイングランド代表としてコモンウェルスゲームズに出場。
彼は1976年にカナダのモントリオールで開催された第21回オリンピック競技大会に参加。彼はまた1974年にニュージーランドのクライストチャーチで開催された第10回コモンウェルスゲームズに出場し、100m平泳ぎにおいてデイヴィッド・ウィルキーを破って金メダルを獲得した。